# Onésime se marie, Calino aussi
Pour plus de détails, voir Fiche technique et Distribution.
Onésime se marie, Calino aussi est un film muet français réalisé par Jean Durand et sorti en 1913.

## Synopsis
Onésime et Calino ont choisi le même jour pour se marier et qui plus est, à la même heure, dans la même mairie. La rivalité entre les deux cortèges se poursuit au restaurant, l'après-midi au moment des loisirs et pour finir, se retrouvent dans la même chambre. Mais ils règleront le problème en s'échangeant leurs épouses.

## Fiche technique
- Autre titre : Les Deux Cortèges
- Réalisation : Jean Durand
- Scénario : Jean Durand
- Société de production : Société des Établissements L. Gaumont
- Format : muet - noir et blanc viré et teinté - 1,33:1 - 35 mm
- Pays d'origine : France
- Édition : CCL
- Opérateur : Paul Castanet
- Programme : 4135
- Genre : comédie
- Durée : 165 mètres pour une version en DVD de 7 minutes 30
- Année de sortie : France : 16 janvier 1913

## Distribution
- Ernest Bourbon : Onésime, le marié
- Gaston Modot (travesti) : la femme d'Onésime
- Clément Mégé : Calino, l'autre marié
- (?) (travesti) : la femme de Calino
- Berthe Dagmar : une invitée dans le cortège d'Onésime
- Édouard Grisollet : un invité dans le cortège d'Onésime
- Marie Dorly : une invitée dans le cortège d'Onésime
- Jacques Beauvais : un invité dans le cortège de Calino
- Mademoiselle Davrières : une invitée dans le cortège de Calino

- (?) : le maître d'hôtel